# 24997 Petergabriel
24997 Petergabriel (tên chỉ định: 1998 OO3) là một tiểu hành tinh vành đai chính. Nó được khám phá thông qua Khảo sát tiểu hành tinh OCA-DLR ở Caussols, Alpes-Maritimes, Pháp, ngày 23 tháng 7 năm 1998. Nó được đặt theo tên nhạc sĩ rock Mỹ Peter Gabriel.